# Capacità parassita
La capacità parassita di un componente elettronico descrive la presenza di effetti capacitivi non previsti, che allontanano il comportamento di un componente reale rispetto ad uno ideale.
Un condensatore è un componente elettronico realizzato in modo che prevalga l'effetto capacitivo; tale effetto tuttavia si riscontra in altre situazioni: capita spesso che in un circuito elettrico si verifichino effetti capacitivi non previsti e perciò spesso dannosi. Questi effetti, in quanto collaterali e non voluti dai progettisti, sono detti "parassiti".

## Esempi
Si pensi ad un circuito integrato, dove a distanze anche nell'ordine del nanometro sono stampate diverse piste metalliche. Si può considerare il silicio come il dielettrico in un condensatore, e che due piste prossime tra loro a potenziale differente individuano le due armature. Ovviamente gli effetti capacitivi sono sempre presenti, ma è possibile progettare un circuito in cui tali effetti sono trascurabili rispetto allo scopo che si prefigge il progetto. 
Un altro esempio in cui si incorre in capacità parassite è quello dei triodi (ovvero valvole termoioniche dotate di una sola griglia, detta di controllo), che sono stati sostituiti, almeno in alcuni campi, dai tetrodi proprio per ridurre l'effetto parassita.
In un triodo applicato ad un circuito analogico catodo e anodo si trovano solitamente a potenziale diverso e fisso, mentre la griglia di controllo presenta un potenziale variabile. In questo sistema sono individuabili due capacità: quella tra griglia e anodo e quella tra griglia e catodo.
Il triodo può essere utilizzato ad esempio in un amplificatore acustico; in questo caso il potenziale tra le due armature è il segnale di interesse, cioè l'informazione elettrica analoga alla vibrazione sonora. La presenza delle capacità parassite produce una distorsione del segnale amplificato presente al catodo o all'anodo, un effetto solitamente non gradito. L'interposizione di una griglia schermo posta a massa consente al tetrodo di ridurre la capacità griglia-anodo apportando sufficienti benefici da rendere questo effetto parassita trascurabile.